# Specimen
Specimen é um filme de 1996 co-produzido pelo Canadá e Estados Unidos, do gênero ficção científica, dirigido por John Bradshaw.

## Sinopse
É um filme sobre abdução alienígena e conta a história de Mike Hillary que, aos oito anos de idade e após a morte da mãe num incêndio do qual ele escapou ileso, passa a ser criado pelos avós. Já adulto, ele vai em busca do pai, que a mãe jamais revelou quem fosse. Em sua trajetória descobre que ela foi abduzida por alienígenas e seu pai é na realidade um ser extraterrestre, o que lhe confere estranhos poderes sobre o fogo.

## Elenco
- Mark-Paul Gosselaar .... Mike Hillary
- Doug O'Keeffe .... Eleven
- Ingrid Kavelaars ....Jessica Randall
- Andrew Jackson .... Sixty-Six
- David Kerman .... xerife Jimmy Masterson
- Michelle Johnson .... Sarah
- Marc Donato .... Mike Hillary (com 8 anos)
- Carmelina Lamanna .... Carol Hillary